# Abedalá ibne Ubai
Abedalá ibne Ubai (em árabe: عبد الله بن أبي بن سلول; romaniz.: Abd-Allah ibn Ubayy; m. 631), também chamado ibne Salul em referência a sua mãe, morreu em 631. Era o chefe da tribo árabe Banu Cazeraje e um dos líderes de Medina (na época conhecida como Iatrebe). Com a chegada de Maomé, ibne Ubai tornou-se muçulmano, embora a sinceridade desta conversão seja questionada. Por causa dos repetidos conflitos com Maomé, a tradição islâmica o rotulou de munafique (hipócrita) e "líder do Munafiqun".